# Julija Domaševa
Julija Domaševa (* 1986 in Visaginas) ist eine litauische Chordirektorin und Orchesterdirigentin. Sie ist die erste Frau überhaupt, die in der Kammeroper Frankfurt dirigiert hat.

## Ausbildung und Engagements
Sie erlangte das Abitur an der Nationalen Mikalojus-Konstantinas-Čiurlionis-Kunstschule in Vilnius. Anschließend studierte sie an der Litauischen Musik- und Theaterakademie das Fach Chordirigieren bei Vytautas Miškinis. Im Rahmen des Erasmus-Förderprogramms der Europäischen Union absolvierte sie an der Universität für Musik und darstellende Kunst Graz bei Johannes Prinz einen Bachelor- und Masterkurs mit Abschluss. Einen weiteren Master-Abschluss in Orchesterdirigieren erlangte sie bei Martin Sieghart.
Während des Studiums gründete sie den Chor „Mosaik“, der in den Jahren 2011 und 2012 bei Wettbewerben in Škofja Loka den 1. Preis erhielt. Sie war als Assistentin von Otto Kargl und Franz M. Herzog tätig und besuchte internationale Meisterkurse renommierter Dirigenten. Im Jahr 2012 war sie Stipendiatin der St. Petersburg Orthodox Church Music Summer School.
Julija Domaševa leitete Auftritte als Dirigentin mit Orchestern und Chören im In- und Ausland, so das Kammerorchester Tel Aviv, Pandoras Box Orchester in Italien, das Sinfonische Blasorchester der Universität für Musik und darstellende Kunst Graz (KUG), den Studiochor und den KUG-Chor sowie die Filharmonie Hradec Králové. Für die Schlossfestspiele Stadl übernahm sie die Choreinstudierung für Die Fledermaus.
Seit der Spielzeit 2016/2017 ist Julija Domaševa Chordirektorin am Theater Vorpommern. 2019 dirigiert sie Vorstellungen bei der Produktion "Die verkehrte Braut - Gioachino Rossini" in der Kammeroper Frankfurt, als erste Frau überhaupt.

## Aufführungen
Am Theater Vorpommern war sie verantwortlich für die Inszenierungen der Chöre in Carmen, Ein Maskenball, Margarethe (Faust), Jekyll & Hyde (Musical), Es war einmal …. Im Rahmen eines gemeinsamen Projektes für die Aufführung von Tannhäuser und der Sängerkrieg auf Wartburg unter der musikalischen Leitung von Golo Berg in der Spielzeit 2016/2017 leitete sie den Opernchors des Theaters Vorpommern, die Leitung des Chors der Opera na Zamku lag bei Małgorzata Bornowska.

## Werke
Beim Projekt „Performance Practice in Contemporary Music“ spielte sie ihre erste CD-Aufnahme ein.
Als Autorin veröffentlichte sie das Werk „Musikalische Aspekte des russischen Neoklassizismus: am Beispiel von Sergej Prokofjew“ (Akademikerverlag, 2017, ISBN 978-3330513570).